# Сурдо (Козенца)
Сурдо је насеље у Италији у округу Козенца, региону Калабрија.
Према процени из 2011. у насељу је живело 1659 становника. Насеље се налази на надморској висини од 257 м.